# دیوید آچوکارو
دیوید آچوکارو (انگلیسی: David Achucarro؛ زادهٔ ۵ ژانویهٔ ۱۹۹۱) بازیکن فوتبال اهل آرژانتین است.
وی همچنین در تیم ملی فوتبال زیر ۲۰ سال آرژانتین بازی کرده‌است.